# Svenska Pappers- och Cellulosaingeniörsföreningen
Svenska Pappers- och Cellulosaingeniörsföreningen, SPCI, på engelska 'the Swedish Association of Pulp and Paper Engineers', grundades 1908 och är en ideell förening som vänder sig till i första hand ingenjörer och tekniker, som är verksamma inom massa- och pappersbranschen och till denna bransch relaterade företag såsom maskin- och kemikalieleverantörer, konsultföretag, utvecklings- och forskningsföretag inklusive universitet och högskolor, handelsföretag, o.s.v.
SPCI eftersträvar att främja utvecklingen vad gäller teknik, kvalitet och ekonomi vid tillverkning av massa, papper och kartong. Även andra industrier och företag med anknytning till branschen, såsom grafisk industri, förpacknings-, förädlings- och konverteringsindustri, faller inom föreningens intresseområden.
SPCI utger tidskriften Svensk Papperstidning. År 1986 grundade man också tidskriften Nordic Pulp and Paper Research Journal (NPPRJ) innehållande artiklar om tekniska frågor och forskningsresultat från den skogsindustriella (eller mer generellt från biomassa-)området. Samtidigt upphörde man med att publicera artiklar av detta slag i Svensk Papperstidning. År 2013 överläts utgivningsrättigheterna för NPPRJ till Mittuniversitetet i Sundsvall, som i sin tur 2018 överlät rättigheterna till Kungliga Tekniska högskolan i Stockholm.
SPCI delar återkommande ut Ekmanmedaljen för "förtjänstfulla tekniska eller vetenskapliga insatser inom föreningens arbetsområde" till minne av Carl Daniel Ekman.